# Anno 1503
Anno 1503: The New World — градостроительная стратегия в реальном времени, разработанная австрийской компанией Max Design и выпущенная в 2002 году. Это часть серии игр Anno и прямое продолжение Anno 1602, самой коммерчески успешной немецкой игры к 2002 году. Anno 1503 вращается вокруг строительства и содержания колонии 16-го века в Новом Свете.
Как и её предшественница, игра стала коммерческим хитом на немецком рынке и стала самым продаваемым компьютерным названием 2002 года. К 2006 году мировые продажи игры достигли 2 миллионов единиц. Игра имела дополнение, Treasures, Monsters & Pirates и сиквел: Anno 1701.

## Игровой процесс
Игра начинается с того, что игрок управляет кораблем, заполненным людьми и материалами, вначале игрок должен найти поблизости остров, заселить его и начать развитие экономики. Ресурсами у игрока первоначально являются простые вещи, но постепенно превращаются в более сложные и разные товары. В конце концов, граждане становятся аристократами, и им требуется как минимум десять различных товаров и многочисленные услуги, такие как доступ в большую церковь или баню. Игра построена вокруг одного игрока и трёх ИИ-игроков.

### Экономика
Экономика Anno 1503 построена на предоставлении различных товаров гражданам-колонистам. Он начинается с создания дешевых товаров и продвигается по уровням цивилизации на протяжении всей игры, приводя к более совершенным товарам. Поскольку игра построена на разных уровнях цивилизаций (пионер, поселенец, гражданин, торговец, аристократ), каждый уровень цивилизации требует больше товаров и больше навыков балансирования и тонкости.

### Технологии
Anno 1503 начинается на уровне пионеров. После предоставления гражданам основных товаров, таких как еда, ткань и алкоголь, они превращаются в поселенцев, второй уровень цивилизации. Второй уровень позволяет поселенцам игрока строить более продвинутые здания. Строительные способности усиливаются с расширением, что означает, что более крупные группы населения имеют более эффективные строительные способности.
Военная составляющее этой игры более сложна, чем в Anno 1602. В игре более семи различных типов юнитов, тогда как в Anno 1602 их всего четыре. Таким образом, во время сражений игровой процесс становится более интенсивным, поскольку использование различных юнитов становится ключевым моментом в стратегии для победы в битве.
Здания в игре более обширны, чем в Anno 1602. Это в основном благодаря тому, что игровая площадка и острова во много раз больше, чем в предыдущей части. Таким образом, появляется возможность иметь намного больше плантаций и разнообразных фермерских домов. Графика зданий и домов улучшена по сравнению с предыдущей игрой.

## Разработка
Разработка Anno 1503 началась в январе 1999 года. Издательство Sunflowers Interactive объявило об этом в ноябре того же года.

## Дополнение
Дополнение под названием Treasures, Monsters & Pirates было выпущено в 2004 году.

## Отзывы

### Реакция
| Сводный рейтинг    | Сводный рейтинг |
| Агрегатор          | Оценка          |
| ------------------ | --------------- |
| GameRankings       | 71,59 %         |
| Иноязычные издания |                 |
| Издание            | Оценка          |
| CGW                | [ 3 ]           |
| Game Informer      | 7,5/10          |
| PC Gamer (UK)      | 58 %            |
| PC Gamer (US)      | 81 %            |
| PC Zone            | 78/100          |
| X-Play             | [ 8 ]           |

### Продажи
Коммерческие ожидания от Anno 1503 были высокими, поскольку его предшественник, Anno 1602, к 2002 году стал самым большим успехом на немецком рынке. Розничные продавцы предварительно приобрели 450 000 единиц игры перед её запуском и, по мнению 4players, она стала хитом, который «доминировал» в чартах в немецкоязычных странах в первые месяцы выпуска. Он дебютировал под номером 1 в еженедельных чартах продаж компьютерных игр GfK на немецком рынке после выхода игры 25 октября. Anno 1503 занял первое место в чарте немецкой компании Media Control за месяц в целом после того, как за первые три дня продажи на внутреннем рынке достигли 115 000 единиц.
15 ноября Sunflowers сообщила, что продажи Anno 1503 в Германии превысили 200 000 единиц за две с половиной недели и VUD сертифицировал игру как «Платиновую», чтобы отразить этот рост.
Anno 1503 продолжал продаваться в 2003 году. Сквозные продажи на немецком рынке увеличились до 420 000 копий к середине февраля и 450 000 к началу марта . В ежемесячных чартах Media Control игра заняла пятое место за февраль, затем вошла в топ-14 еще на четыре месяца.
В январе 2004 года VUD наградил Anno 1503 «Специальным призом» за продажи более 500 000 единиц на немецкоязычном рынке. Media Control поставил его на 2-е место за январь и на 4-е за февраль, а в апреле, мае, июне и июле он попал в топ-20 и топ-30. К 2006 году было продано более 2 миллионов единиц по всему миру и 750 000 в немецкоязычных странах.